# Trent Lowe
Trent Lowe (født 8. oktober 1984) er en australsk tidligere professionel cykelrytter.